# 필부
필부(匹夫, ?~?)는 신라의 관리이다.

## 생애
659년에 칠중성 밑의 현령으로 임명된 그는 
660년, 고구려가 철중성을 공격하자 20여일 간 저항했다. 고구려군은 칠중성을 포기하고 퇴각하려고 했지만 신라의 비삽(比歃)이 고구려군에게 성안에 식량이 떨어지고 힘이 다하였음을 알렸다.
이에 그는 비삽의 머리를 베어 성밖으로 던지고 군사들을 독려하며 끝까지 항전했지만, 종국에 성은 함락되면서 전사하게 되었다. 이후 그에게 급찬(級飡)의 관등이 추증되었다.